# Aurum-Geysir

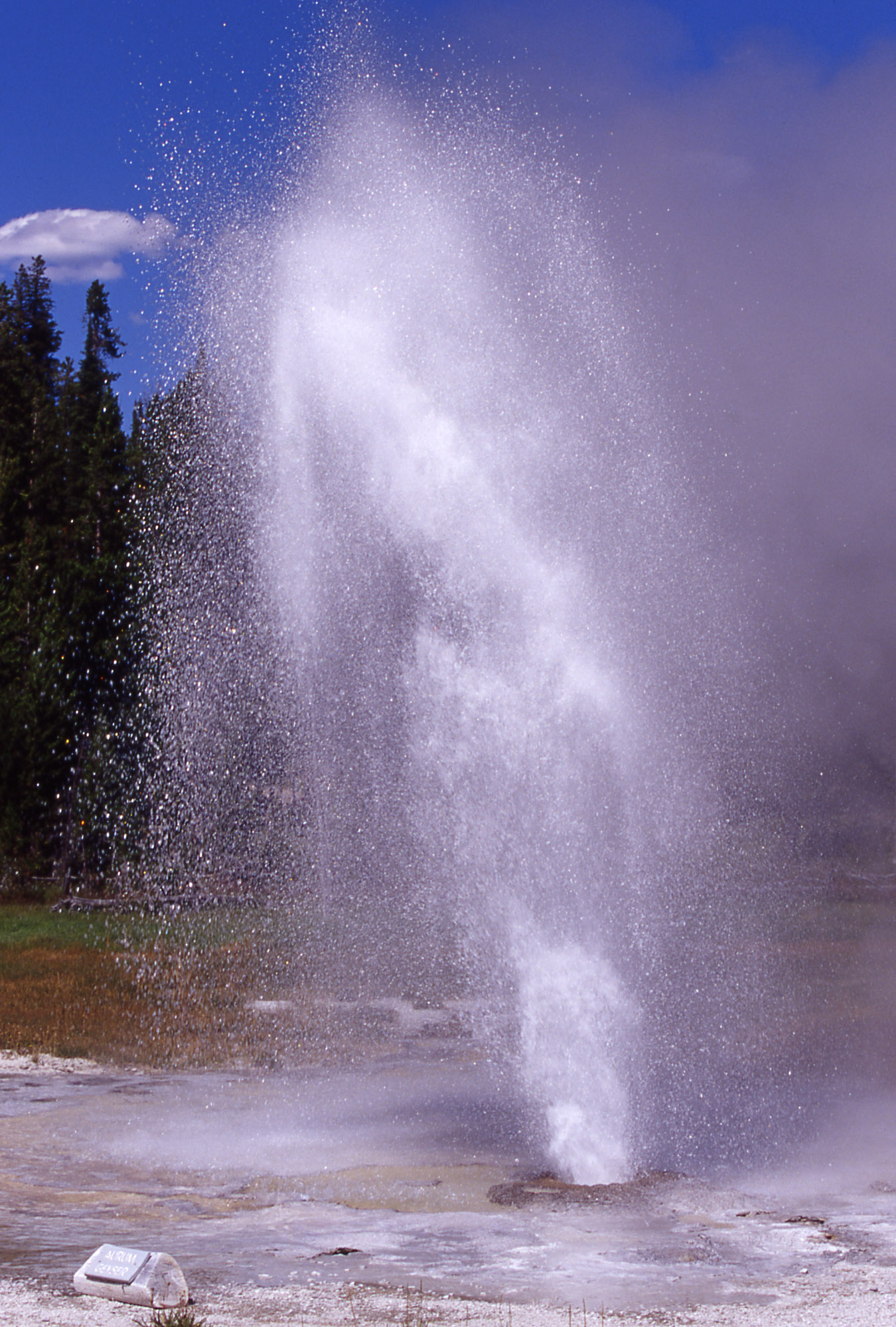
Ausbruch des Aurum-Geysirs

Der Aurum-Geysir ist ein Geysir im oberen Geysir-Becken des Yellowstone-Nationalparks in den USA. Er befindet sich dort auf der Formation Geyser Hill. Der Aurum-Geysir gehört zu den düsenartigen Geysiren.

## Beschreibung
Die Eruptionsintervalle des Geysirs können von Zeit zu Zeit recht gut vorhersagbar sein. Zu anderen Zeiten finden die Eruptionen sehr unregelmäßig statt. Beobachtungen führten zu der Theorie, dass Aurums Aktivität mit den Wiesen hinter dem Geysir zusammenhängt. Wenn die Wiesen nass sind, dann bricht der Geysir regelmäßig mit einem Intervall zwischen den Ausbrüchen (IBE) von drei bis vier Stunden aus. Wenn die Wiesen zum Spätsommer und frühen Herbst hin trocknen, wird das Intervall zwischen den Ausbrüchen schwerer vorhersagbar und bewegt sich zwischen vier und sieben Stunden. Wie die meisten Geysire von Geyser Hill unterliegt Aurum auch noch einer wöchentlichen Periode.
Die Eruptionen dauern etwa 90 Sekunden. Die Fontäne erreicht Wurfhöhen von 4,5 bis 7,6 Metern. Die Eruption wird in der Regel eine halbe Stunde im Voraus durch Blasen in zwei kleinen benachbarten Schloten angekündigt. Selten folgt auf die Haupteruption nach 5 bis 10 Minuten eine weitere kleinere Eruption.
Der Aurum-Geysir lässt sich in der Regel von der Old-Faithful-WebCam aus über das Internet beobachten. Er ist dort allerdings relativ unauffällig.